# ROBOT×LASERBEAM
『ROBOT×LASERBEAM』（ロボ×レーザービーム）は、藤巻忠俊による日本の漫画作品。『週刊少年ジャンプ』（集英社）にて、2017年16号から2018年30号まで連載された。藤巻の連載2作目に当たる漫画で、ゴルフを題材としている。2021年7月時点で累計発行部数は100万部を突破している。略称は「ロボレザ」。

## 登場人物
鳩原 呂羽人（はとはら ろばと）
本作の主人公。愛称は「ロボ」。栄藍高校1年。身長173センチメートル。ゴルフに関してはズブの素人だが、鷹山との対戦を通じて、彼と再戦するためにゴルフ部に入部する。
眼鏡をかけた赤毛の少年。融通が利かない無表情、無感動で馬鹿真面目でとても几帳面で、「ロボ」のあだ名そのものの人物。勝負事に一切関心がなく、スポーツにむいていないと自負するが、ゴルフ部に入部して競技に親しむうちに、その意識を改めていく。
父親が農家兼レストランをしていて、父がレストランで使う野菜を採る間、畑の側で父親のクラブである六番アイアンを借りていてひたすら十年ほど打ち続けていた。そのため精密なショットを打つことが出来るが、言い返せばゴルファーとしては一種類のショットしか打てない場所からのスタートで、ルールや知識、専門用語などは一切わからず、風やグリーンを読むなどの駆け引きもできないが、自らラフを脱するためのショットを見つけ出すなど、理屈から最善手を割り出すことが可能。
三浦 鷹山（みうら ようざん）
成桜大学附属高1年生。アマチュアだがプロに混ざってオープン競技に参加し、好成績を連発している「侍」と呼ばれる高校生ゴルファー。剣道の経験をもつ。
ゴルフセンターで聞いたロボのハーフショットの音に圧倒され、対戦を待望したロボと出会って彼の最初の対戦相手となった人物。成績は日没によるホールアウトで中断されたため、一敗一分で自分の負けを認める（スコアで言えばロボが完敗）。その代わりに自分との再戦を要求した。
優れたゴルファーで、最も得意とするのはスイングと飛んでいったボールを視認することが難しいほどの、「紫電一閃」と称される高速ドライバーショット。

### 栄藍学院高校
千葉県内にあるゴルフの強豪校。
柊 慎太郎（ひいらぎ しんたろう）
栄藍高校3年。ゴルフ部主将レギュラー。ベストスコア68。穏やかな性格で、部員であるトモヤを通じてロボを勧誘した。
黒田 玄（くろだ げん）
栄藍高校3年。ゴルフ部副主将レギュラー。ベストスコア66。眼鏡をかけている。厳格な性格だが、例え方が余り上手くない。
小山内 理音（おさない りおん）
栄藍高校2年。ゴルフ部レギュラー。ベストスコア70。
非常に好戦的な性格で、レギュラー入りを希望したロボとの対戦に名乗り出る。しかし、そのために赴いたゴルフ場でキャディに暴力を働いた不良を懲らしめるためにロボとチームを組み意気投合、以後はロボとトモヤの面倒を見てくれる良き先輩として振る舞うようになる。強烈な曲がり方をするインテンショナルボール「大蛇咬（サーパント・バイト）」を使いこなす。
烏丸 草太（からすま そうた）
栄藍高校2年。ゴルフ部レギュラー。ベストスコア62。
部内のエースにて、最高のベストスコアを誇るものの、非常にムラっけがあるプレイヤー。「ウェッジの魔術師」の異名を取るアプローチの名手。
中田 トモヤ（なかた トモヤ）
栄藍高校1年。ロボの級友で、彼を部に誘った張本人。三浦鷹山の活躍に触発されて始めたばかりの初心者。後にロボのキャディとなる。

## 書誌情報
- 藤巻忠俊 『ROBOT×LASERBEAM』 集英社〈ジャンプ・コミックス〉、全7巻
  1. 「ゴルフはやらない」2017年7月9日発行（7月4日発売[4]）、ISBN 978-4-08-881185-7
  2. 「レーザービームの秘密」2017年10月9日発行（10月4日発売[5]）、ISBN 978-4-08-881217-5
  3. 「決着」2017年12月9日発行（12月4日発売[6]）、ISBN 978-4-08-881282-3
  4. 「プロの世界」2018年3月7日発行（3月2日発売[7]）、ISBN 978-4-08-881359-2
  5. 「ダイゾンオープン最終日」2018年5月7日発行（5月2日発売[8]）、ISBN 978-4-08-881409-4
  6. 「銀狼×ロボ」2018年7月9日発行（7月4日発売[9]）、ISBN 978-4-08-881514-5
  7. 「約束の地」2018年9月9日発行（9月4日発売[10]）、ISBN 978-4-08-881568-8